# Gaahl
Kristian Eivind Espedal (n. 7 august 1975), mai bine cunoscut sub numele de scenă Gaahl, a fost solistul vocal al formației norvegiene de Gorgoroth. În prezent Gaahl face parte din formațiile God Seed și Wardruna.

## Biografie

### Începutul carierei muzicale (1992 - 1998)
Gaahl și-a petrecut copilăria și adolescența în sătucul Espedal din cadrul comunei Fjaler din județul Sogn og Fjordane, Norvegia. Espedal a fost fondat de familia lui Gaahl (de unde provine și numele), toată zona respectivă fiind proprietatea privată a familiei de câteva generații. În prezent doar Gaahl și membrii familiei sale locuiesc în cele câteva case din Espedal.
Gaahl și-a început cariera muzicală în 1992, la vârsta de 17 ani. În acest an el a înființat formația de black metal Trelldom. În 1994 formația a lansat demo-ul Disappearing of the Burning Moon; e interesant de menționat faptul că pe acest demo cel care cântă la baterie (ca membru temporar) e Goat Pervertor, unul dintre membrii fondatori ai formației Gorgoroth. În 1998 Gaahl împreună cu alți muzicieni au înființat formațiile Sigfader și Gaahlskagg. Nici una dintre aceste formații nu s-au desființat în mod oficial, dar nici Sigfader și nici Gaahlskagg nu au mai lansat nici un material discografic de peste zece ani.

### Cu Gorgoroth (1998 - 2008)
Tot în 1998 Gaahl s-a alăturat formației Gorgoroth, înlocuindu-l pe Pest care părăsise formația un an mai devreme. Prima apariție a lui Gaahl împreună cu Gorgoroth a fost pe cel de-al patrulea album, Destroyer (Or About How to Philosophize with the Hammer), contribuția sa limitându-se însă la o singură piesă. Primul album Gorgoroth cu Gaahl ca solist vocal principal a fost Incipit Satan. În 2001 Gaahl a fost condamnat la un an de închisoare pentru agresiune (din care a executat 11 luni, din februarie până în decembrie 2002). În condiții normale sentința ar fi fost de doar 3 luni, dar din cauza violenței "extrem de brutale" pedeapsa a fost mărită considerabil. Imediat după eliberare, în ianuarie 2003, Gaahl a finalizat înregistrarea albumului Twilight of the Idols (In Conspiracy with Satan). În 2004, în urma unui concert care a avut loc în Cracovia, Polonia, membrii Gorgoroth, inclusiv Gaahl, au fost acuzați de "ofensarea sentimentului religios" (considerată infracțiune în Polonia) și rele tratamente aplicate animalelor. Tot în 2004 Gaahl a fost condamnat la un an și 6 luni de închisoare pentru o agresiune care a avut loc doi ani mai devreme, chiar înainte ca acesta să intre la închisoare pentru executarea precedentei condamnări; Gaahl a fost acuzat că a torturat un bărbat timp de 6 ore și l-a amenințat că îl va forța să-și bea propriul sânge. Gaahl a făcut apel împotriva sentinței; în 2005, în urma apelului, sentința a fost micșorată la un an și 2 luni (din care a executat 9 luni, din aprilie până în decembrie 2006). Chiar înainte să intre la închisoare, în martie 2006, Gaahl a finalizat înregistrarea albumului Ad Majorem Sathanas Gloriam.  
Imediat după eliberare, în ianuarie 2007, Gaahl a fost subiectul filmului documentar True Norwegian Black Metal. În acest film Gaahl prezintă echipei de filmare casa sa din Espedal și zona înconjurătoare și, de asemenea, vorbește despre viața lui personală. Tot în cursul lunii ianuarie Gaahl a intrat din nou în vizorul poliției după afirmațiile făcute în cadrul interviului acordat pentru filmul documentar Metal: A Headbanger's Journey (filmul avusese premiera în 2005, dar fusese televizat pe canalul public norvegian NRK doar în 2007). În mai 2007 Trelldom a lansat cel de-al treilea album de studio, diferența dintre acest album și precedentul fiind de aproape 10 ani.
În octombrie 2007 Gaahl și King ov Hell l-au concediat pe Infernus din Gorgoroth, motivul fiind lipsa de implicare a acestuia în efortul creativ al formației. În decembrie 2007 autoritățile norvegiene au acordat dreptul de utilizare al numelui și logo-ului Gorgoroth lui Gaahl și King ov Hell. Infernus a atacat în justiție această decizie. În locul lui Infernus a venit Teloch, iar în cursul anului 2008 formația a concertat în această formulă în diverse locații; în acest timp Infernus recruta muzicieni pentru a-i înlocui pe Gaahl și King ov Hell în propria versiune a formației.
În iulie 2008 Gaahl a dezvăluit că s-a implicat în crearea unei colecții de modă pentru femei numită Wynjo. Colaboratorii săi în această incursiune în lumea modei au fost modelul Dan DeVero și designerul Sonja Wu. Cu această ocazie a fost dezvăluit și faptul că Gaahl avusese o relație amoroasă cu Dan DeVero. Ulterior, în octombrie 2008, Gaahl a vorbit deschis despre faptul că e homosexual, menționând de asemenea că nu a făcut niciodată un secret din asta.

### După Gorgoroth (2009 - prezent)

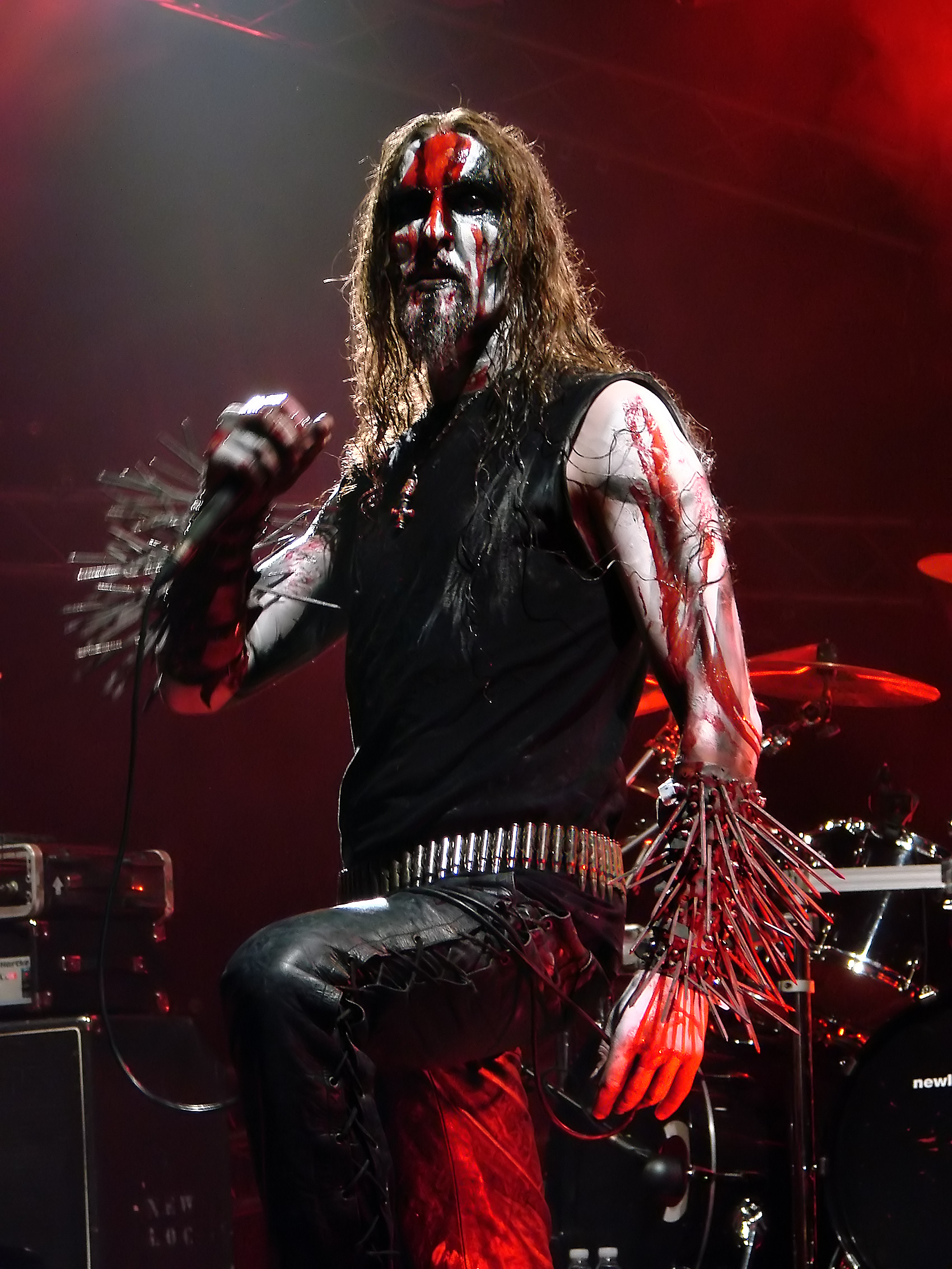
Gaahl la Hellfest (2009)

În ianuarie 2009 a avut loc lansarea primului material discografic al formației Wardruna (folk metal, dark ambient), formație înființată de Kvitrafn împreună cu Gaahl și Lindy Fay Hella încă din 2003; Kvitrafn mai colaborase cu Gaahl în cadrul formațiilor Sigfader și Gorgoroth.
În martie 2009 justiția a decis că proprietarul de drept al numelui și logo-ului Gorgoroth este Infernus. În plus s-a decis și faptul că, prin încercarea de a-l concedia pe Infernus din formație, Gaahl și King ov Hell s-au concediat de fapt pe ei înșiși. În aceeași lună cei doi au ales numele God Seed pentru noua lor formație, dar au continuat să interpreteze melodii din repertoriul Gorgoroth. În iunie 2009 God Seed a participat la festivalul Hellfest din Clisson; două luni mai târziu, în august 2009, Gaahl a anunțat că se retrage din formație și din muzică în general.
În 2010 lui Gaahl i-a fost acordat premiul "Persoana homosexuală a anului", un premiu acordat în fiecare an de către comunitatea homosexualilor din Bergen. În cursul anului 2011 Gaahl s-a aventurat în industria cinematografică, fiind actor în filmul Flukt care a avut premiera în septembrie 2012.
În ianuarie 2012 a avut loc lansarea primului material discografic al formației God Seed, un album live înregistrat în cadrul festivalului Wacken Open Air din 2008, când formația încă se numea Gorgoroth. În martie 2012 a fost dezvăluit faptul că Gaahl a revenit în God Seed, iar formația a început înregistrările pentru primul album de studio.În octombrie 2012 a avut loc lansarea albumului de debut God Seed, intitulat sugestiv I Begin.
În martie 2013 a avut loc lansarea celui de-al doilea album al formației Wardruna. E interesant de menționat faptul că unele melodii Wardruna fac parte din coloana sonoră a serialului Vikings (realizat de History Channel).

## Personalitate

### Anti-creștinism și satanism
Gaahl și-a exprimat în numeroase rânduri sentimentele sale anti-creștine; acest lucru a determinat opinia publică să-l eticheteze drept satanist. Într-un interviu din 1995 Gaahl explică:
"Venerez Diavolul propriei mele ființe întunecate. Sunt propriul meu Dumnezeu așa cum sunt propriul meu Satan. Eu nu numesc asta satanism, așa că, din această perspectivă, nu sunt satanist. Probabil s-ar putea numi gaahlism."
Această idee a fost reiterată în True Norwegian Black Metal (2007), Gaahl afirmând că "Dumnezeul tău intrinsec este singurul Dumnezeu adevărat".
În alt interviu, luat 9 ani mai târziu, în 2004, Gaahl își nuanțează părerile despre satanism: 
"Cuvântul Satan provine din iudaism și nu are nici o legătură cu sângele meu. Dumnezeu nu are nici o legătură cu rasa noastră. Folosim cuvântul satanist pentru că trăim într-o lume creștină și trebuie să vorbim pe limba lor, dar în limba mea acest cuvânt nu există. ... Când folosesc cuvântul Satan mă refer la ordinea naturală, voința unui om de a evolua, de a deveni supraom și nu de a fi restricționat de legi precum cele promovate de Biserică, aceasta fiind doar un instrument de control al maselor."
Într-un interviu din 2006, întrebat dacă a fost influențat de Friedrich Nietzsche și conceptul său de supraom, Gaahl a spus că "pentru mine nu înseamnă nimic și nu am prea multe în comun cu el".
Gaahl este un practicant al șamanismului nordic, o formă a neo-păgânismului germanic.

### Ideologie black metal
Sentimentele anti-creștine care îl animă pe Gaahl se află în strânsă legătură cu ideologia black metal promovată de acesta. Individualismul reprezintă, în opinia sa, caracteristica esențială a comunității black metal:
"Black metal-ul este un război pentru cei care aud șoapta. ... Nu sunt interesat într-un grup de oameni care se vor supune unui maestru, vreau ca fiecare dintre ei să evolueze, să decidă singuri ce vor să devină."
Referitor la incendierile de biserici care au avut loc la începutul anilor '90, acțiuni asociate cu Cercul Negru și cu comunitatea black metal în general, Gaahl a declarat:
"Incendierile de biserici sunt, desigur, un lucru pe care îl susțin sută la sută. Trebuiau să fie mult mai multe și, în viitor, vor fi mult mai multe. Trebuie să eradicăm orice urmă din ceea ce creștinismul are de oferit acestei lumi."

### Afiliere politică și rasism
Gaahl susține că nu are nici o agendă politică și nici nu a avut vreodată. Totuși, într-un interviu din 1995 Gaahl își exprimă admirația pentru Varg Vikernes, cunoscut reprezentant al extremismului de dreapta, caracterizându-l pe acesta drept "un caracter nobil și un lider potent". De asemenea își exprimă admirația pentru Adolf Hitler și pentru împărații romani Iulius Cezar, Cezar August, Caligula și Nero. În același interviu Gaahl îi descrie pe negri, mulatri și musulmani ca fiind subumani.
În 2008 Gaahl a comentat aceste afirmații:
"Totul era în strânsă legătură cu anturajul meu din acea perioadă. La începutul anilor '90 erau tot felul de bande în Norvegia și lucrurile au degenerat. Eram implicat în bătăi de stradă și aveam prieteni falși. ... Nu era vorba despre nici un fel de agendă politică, dar trebuia să te dedici acelui anume grup dacă voiai să te aperi și să nu iei bătaie."

## Discografie
cu Trelldom
- Disappearing of the Burning Moon (Demo) (1994)
- Til Evighet... (Album de studio) (1995)
- Til et Annet... (Album de studio) (1998)
- Til Minne... (Album de studio) (2007)

cu Sigfader
- Sigfaders Hevner (Demo) (1999)

cu Gaahlskagg
- Erotic Funeral (Album de studio) (2000)

cu Gorgoroth
- Destroyer (Or About How to Philosophize with the Hammer) (Album de studio) (1998)
- Incipit Satan (Album de studio) (2000)
- Twilight of the Idols (In Conspiracy with Satan) (Album de studio) (2003)
- Ad Majorem Sathanas Gloriam (Album de studio) (2006)
- True Norwegian Black Metal - Live in Grieghallen (Album live) (2008)

cu Wardruna
- Runaljod - Gap Var Ginnunga (Album de studio) (2009)
- Runaljod - Yggdrasil (Album de studio) (2013)

cu God Seed
- Live at Wacken (Album live) (2012)
- I Begin (Album de studio) (2012)